# Westham
Westham – wieś w Anglii, w hrabstwie East Sussex, w dystrykcie Wealden. Leży 83 km na południe od Londynu. W 2007 miejscowość liczyła 5829 mieszkańców.